# Szczucin
Szczucin é um município da Polônia, na voivodia da Pequena Polônia e no condado de Dąbrowa. Estende-se por uma área de 6,85 km², com 4 145 habitantes, segundo os censos de 2016, com uma densidade de 605,1 hab/km².